# Hervé Giraud

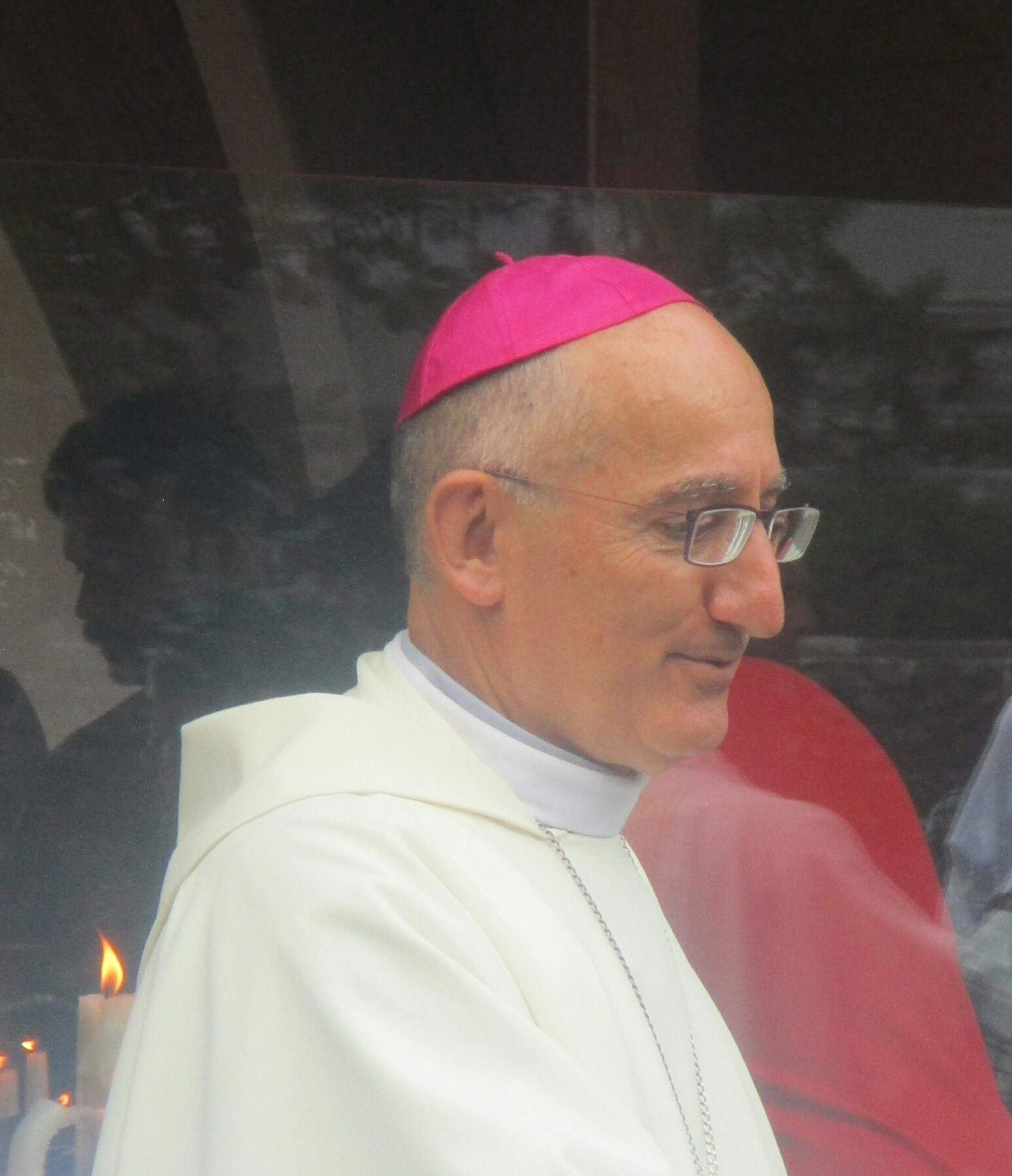
Erzbischof Giraud, 2019

Primaswappen von Hervé Giraud

Hervé Jean Robert Giraud (* 26. Februar 1957 in Tournon-sur-Rhône) ist ein französischer römisch-katholischer Geistlicher und Bischof von Viviers sowie emertitierter Prälat der Mission de France o Pontigny.

## Leben
Hervé Giraud studierte in Lyon und war zunächst Mathematiklehrer. Er studierte Philosophie und Theologie am interdiözesanen Priesterseminar in Lyon und empfing am 24. September 1985 durch Bischof Jean Hermil das Sakrament der Priesterweihe für das Bistum Viviers. Nach weiteren Studien erwarb er das Lizenziat in Moraltheologie an der Päpstlichen Universität Gregoriana in Rom und wurde am Institut Catholique de Paris (ICP) promoviert. Er war anschließend Pfarrvikar im Bistum Viviers, Professor am Institut Pastoral d’Etudes Religieuses (IPER) in Lyon und an der Abtei der Champagne, Ausbilder und von 1997 bis 2003 Regens am Priesterseminar in Lyon. Von 1999 bis 2003 war er Sekretär des Nationalen Rates der Priesterseminare und der Bischöflichen Kommission für die geweihten Ämter.
Am 15. April 2003 ernannte ihn Papst Johannes Paul II. zum Titularbischof von Silli und zum Weihbischof in Lyon. Der Erzbischof von Lyon, Philippe Barbarin, spendete ihm am 25. Mai desselben Jahres die Bischofsweihe; Mitkonsekratoren waren der Bischof von Le Mans, Jacques Faivre, und der Bischof von Viviers, François Blondel. Sein Wahlspruch lautet: „Ruscités avec le Christ“ (Auferstanden mit Christus).
Am 13. November 2007 ernannte ihn Papst Benedikt XVI. zum Koadjutorbischof von Soissons. Hervé Giraud wurde am 22. Februar 2008 in Nachfolge von Marcel Herriot, der aus Krankheitsgründen zurücktrat, Bischof von Soissons.
Papst Franziskus ernannte ihn am 5. März 2015 zum Erzbischof von Sens und Prälaten der Mission de France. Innerhalb der Französischen Bischofskonferenz war er Vorsitzender des Ausschusses der Mission de France sowie Vorsitzender des Rates für Kommunikation der Französischen Bischofskonferenz.
Am 13. März 2024 ernannte ihn Papst Franziskus zum Bischof von Viviers, unter Beibehaltung des Titels eines Erzbischofs und ohne Entbindung von der Leitung der Mission de France. Die Amtseinführung in Viviers fand am 14. April desselben Jahres statt.
Papst Leo XIV. nahm am 21. Mai 2025 das altersbedingte Rücktrittgesuch von Giraurd als Prälat an.

## Schriften
- Twitthomelies, Parole et Silence Editions 2018, ISBN 978-2-88918-208-4
- L'Évangile fait signe, Parole et Silence Editions 2018, ISBN 978-2-88918-385-2